# Vinicius Machado
Vinicius Machado (Rio de Janeiro, 12 luglio 1982) è un attore brasiliano, conosciuto soprattutto per aver interpretato Faymen Porchin in Ned - Scuola di sopravvivenza, cioè il fidanzato di Moze. Inoltre ha recitato anche in Simpatiche canaglie.

## Filmografia

### Cinema
- Confession of a Thug, regia di Daron Fordham (2005)
- Barney: The Land of Make Believe (2005)
- The Essence of Irwin (2005)
- Grub (2005)
- La profezia di Celestino, regia di Armand Mastroianni (2006)
- Real Premonition (2007)
- Agente Smart - Casino totale (Get Smart) (2008)
- Fast Glass (2009)

### Televisione
- Sekai Gyoten News - serie TV, 1 episodio (2004)
- Sleeper Cell - serie TV, 1 episodio (2006)
- Lincoln Heights - Ritorno a casa - serie TV, 2 episodi (2006)
- Ned - Scuola di sopravvivenza - serie TV, 9 episodi (2006-2007)
- The Shield - serie TV, 1 episodio (2007)
- Cold Case - Delitti irrisolti - serie TV, 1 episodio (2007)
- General Hospital: Night Shift - serie TV, 1 episodio (2007)
- FlashForward - serie TV, 1 episodio (2009)
- Power - serie TV, 8 episodi (2014)
- True Detective - serie TV, 4 episodi (2015)

## Doppiatori italiani
Nelle versioni in italiano dei suoi lavori, Vinicius Machado è stato doppiato da:
- Edoardo Stoppacciaro in FlashForward
- Fabrizio Picconi in The Shield
- Luca Graziani in CSI: Miami
- Paolo Vivio in NCIS - Unità anticrimine
- Emiliano Coltorti in Power
- Stefano Crescentini in True Detective